# Palazzo delle Assicurazioni Generali (Zagabria)
Il Palazzo delle Assicurazioni Generali è uno storico edificio della città di Zagabria in Croazia.

## Storia
L'edificio, progettato dall'architetto italiano Marcello Piacentini per ospitare gli uffici delle compagnia assicurativa Assicurazioni Generali, venne ultimato nel 1937.

## Descrizione
L'edificio occupa un lotto sulla centrale piazza Ban Jelačić. Presenta uno stile razionalista.